# Manuel Gutiérrez Nájera

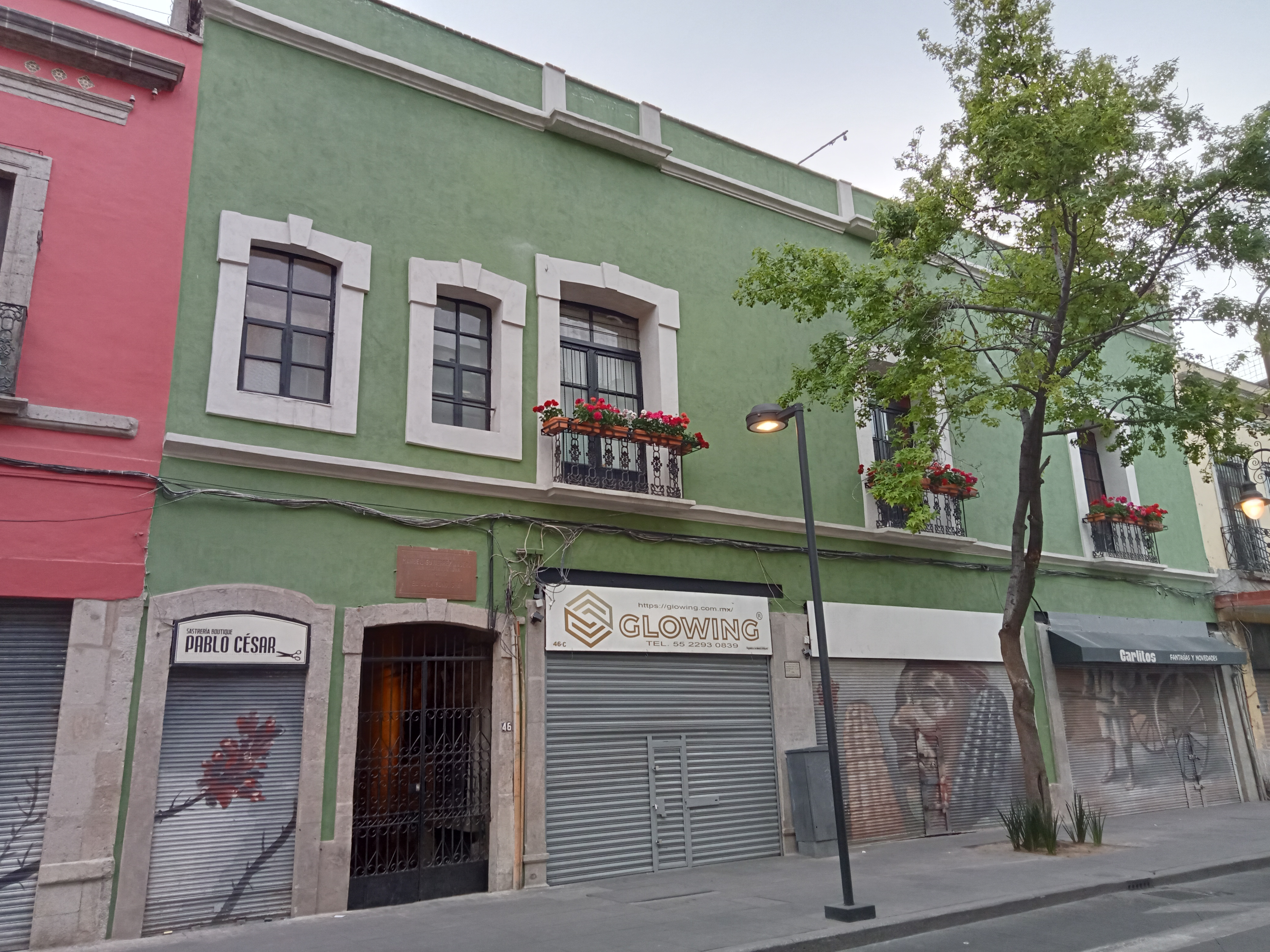
Casa donde murió Manuel Gutiérrez Nájera, ubicada en la calle república de Brasil 46.

Manuel Gutiérrez Nájera  (Ciudad de México, 22 de diciembre de 1859-Ib., 3 de febrero de 1895) fue un poeta, escritor  y periodista mexicano, trabajó como observador cronista. Debido a que trabajó en distintos periódicos, utilizó múltiples seudónimos, no obstante, entre sus contertulios y el público, el más arraigado fue El Duque Job. Se le considera el iniciador del Modernismo literario en México.

## Biografía
Se le considera el máximo exponente del Modernismo literario en México. Perteneció a una familia de clase media. Sus padres fueron los señores Manuel Gutiérrez de Salceda Gómez y María Dolores Nájera Huerta. Fue escritor y periodista durante toda su vida. Inició su carrera a los trece años, escribió poesía, impresiones de teatro, crítica literaria y social, notas de viajes y relatos breves para niños. El único libro que vio publicado en vida se tituló El Duque, una antología de cuentos a la que llamó Cuentos Frágiles (1883). Gran parte de su obra apareció en diversos periódicos mexicanos bajo multitud de seudónimos: "El Cura de Jalatlaco", "El Duque Job", "Puck", "Junius", "Recamier", "Mr. Can-Can", "Nemo", "Omega", que utilizaba para publicar distintas versiones de un mismo trabajo, cambiando la firma y jugando a adaptar el estilo del texto según la personalidad de que le proveía su firma.
Gustó de lo afrancesado y de lo clásico, habitual entre los intelectuales mexicanos y la alta sociedad de su tiempo. Nunca salió de México y en pocas ocasiones de su ciudad natal, pero sus influencias fueron escritores europeos como Musset, Gautier, Baudelaire, Flaubert y Leopardi. Siempre anheló unir el espíritu francés y las formas españolas en su obra.
Su madre, ferviente católica empeñada en que su hijo fuera sacerdote, le impuso la lectura de los místicos españoles del Siglo de Oro y la formación en el seminario, influencia que se vio compensada por la fuerte corriente positivista de la sociedad de la época que pugnaba en sentido contrario. Gutiérrez Nájera abandonó el seminario a los pocos años, y lo cambió por sus lecturas de San Juan de la Cruz, Santa Teresa y Fray Luis de León, autores que influirían en su obra, por los autores franceses del siglo y por la práctica cotidiana de la literatura en periódicos locales como El Federalista, La Libertad, El Cronista Mexicano o El Universal. En 1894 fundó, con Carlos Díaz Dufoo, La Revista Azul, publicación que lideró el modernismo mexicano durante dos años.
A Manuel Gutiérrez Nájera se le define como «especie de sonrisa del alma» por la gracia sutil de su estilo, elegante, delicado y con ternura de sentimientos.
de su vida

## Fallecimiento
Tenía la enfermedad de hemofilia y, al someterse a una intervención quirúrgica , lamentablemente se complica esta y muere desangrado en Ciudad de México el 3 de febrero de 1895, cuando tenía 35 años de edad. Poco antes de morir, recurrió al vino y al coñac; sin embargo, esto no fue un vicio que acabó con su vida. Los restos de Manuel Gutiérrez Nájera descansan hoy en el Panteón Francés de la Ciudad de México.

## Obra

### Cuentos
- 1883: Cuentos frágiles. Incluye: "la balada de Año Nuevo", "La novela del tranvía", "La venganza de Milord", "La mañana de San Juan", "En el Hipódromo", "La pasión de Pasionaria", "Los amores del cometa", "Después de las carreras", "La hija del aire", "Tragedias de actualidad", "Las misas de Navidad", "Los suicidios", "Historia de una corista, "En la calle, "El amor de la lumbre".

Ediciones póstumas
- 1917: Cuentos color de humo. Incluye: "Juan el organista", "Dame de coeur, "Rip-Rip", "Cuento triste", "El músico de la murga", "Un 14 de julio, "El vestido blanco", "Crónica de mil colores", "Historia de un peso falso".

- 1922: Cuaresmas del Duque Job. Incluye: "Semana del hijo prodigo", "Semana de Lázaro", "Semana de Dolores", "Domingo de Ramos", "Domingo de Resurrección", "Primer sermón", "Segundo sermón", "Tercer sermón", "Cuarto sermón", "Quinto sermón", "Sexto sermón", "Último sermón".